# Cinque famiglie
Le cinque famiglie è la definizione dell'organizzazione di Cosa nostra statunitense nella città di New York, sin dagli anni trenta del XX secolo.

Organigramma di una famiglia di "Cosa nostra" statunitense.

L'idea delle cinque famiglie venne, durante il Proibizionismo, a Salvatore Maranzano, vincitore della guerra castellammarese nel 1931, il quale divise le fazioni criminali prima in lotta in cinque famiglie, una capeggiata da lui stesso e le altre da Lucky Luciano, Frank Scalice, Joe Profaci e Tommaso Gagliano. Ciascuna famiglia possiede tuttora una struttura precisa, con un capo, un consigliere, un vicecapo e vari capiregime, e un territorio. Luciano, poi, creò anche una commissione, cioè una riunione di queste famiglie, che sono tra le più potenti e le più conosciute negli Stati Uniti.

## Storia delle famiglie
All'inizio degli anni '30 il gruppo di Castellammare guidato da Salvatore Maranzano ("boss of bosses") e i suoi subalterni, tutti provenienti da Castellammare del Golfo (Sicilia) tra cui Joseph Bonanno, erano in guerra per il controllo del territorio newyorkese contro il clan di Joe Masseria ("Joe the Boss") e il suo braccio destro Lucky Luciano (con i suoi amici Frank Costello e gli ebrei Meyer Lansky e Benjamin Siegel), vicini al clan di Al Capone di Chicago. La guerra castellammarese si risolse con il tradimento di Lucky Luciano nei confronti del suo capo Joe Masseria, in favore di Salvatore Maranzano.
Nel 1931, Maranzano ideò le cinque famiglie, mettendone a capo i suoi alleati e nominandosi "capo di tutti i capi". La scelta non piacque a molti, tra cui anche Luciano, che si sentì tradito da Maranzano e decise di ucciderlo. Luciano, Bonanno e gli altri di Castellammare decisero di sostituire la carica di "capo di tutti i capi" ("boss of bosses") con una commissione dei capi delle cinque famiglie per spartirsi la città. I suoi primi membri erano: Lucky Luciano, Joseph Bonanno, successore di Maranzano, Vincent Mangano, successore di Scalice, Joe Profaci e Tommaso Gagliano. Dal subalterno di Luciano, Vito Genovese, deriva il nome della famiglia Genovese, diretta discendente della famiglia Morello.
I nomi attuali delle cinque famiglie risalgono alle inchieste compiute dagli Stati Uniti nel 1963, in seguito al pentimento di Joe Valachi, che fecero venire alla luce l'organizzazione criminale, identificando ciascuna famiglia con i capi di allora: Vito Genovese, successore di Luciano, Joseph Bonanno, Carlo Gambino, successore di Mangano, Joseph Colombo, successore di Profaci, e Gaetano Lucchese, successore di Gagliano.
Attualmente tutte le famiglie, salvo equivoci o lievi tensioni, sono alleate tra di loro, tranne la famiglia Colombo e la famiglia Gambino, in costante rivalità, a parte il periodo di leadership di Paul Castellano.

## Cultura di massa

### Documentari
- Fear City: New York contro la mafia (2020): documentario diviso tre puntate prodotto da Netflix in cui tramite interviste, ricostruzioni e filmati dell'epoca è stata ricostruita l'operazione guidata da Rudolph Giuliani contro le cinque famiglie;